# Friedrich von Ahlefeldt (Klosterpropst)

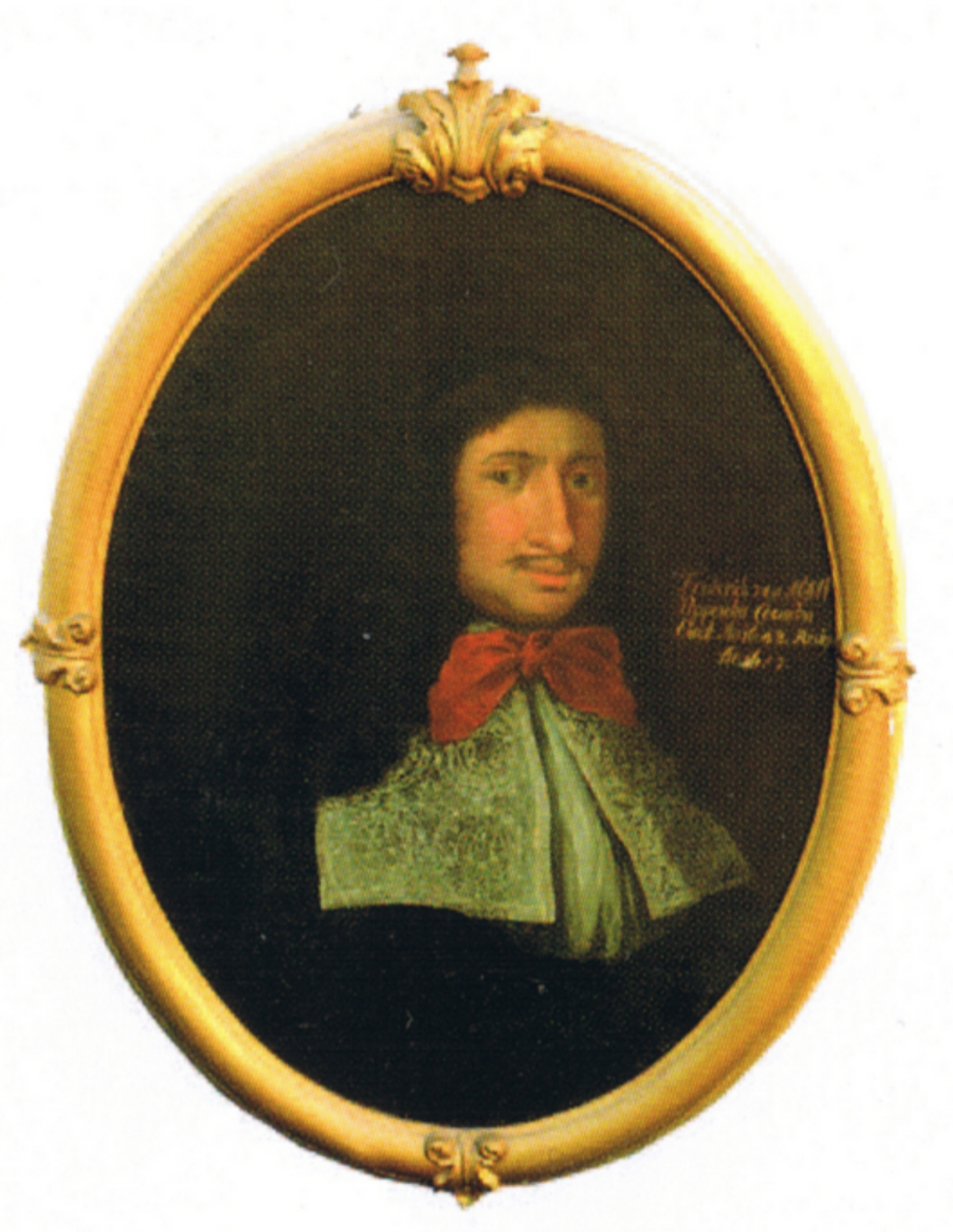
Friedrich von Ahlefeldt (1618–1665)

Friedrich von Ahlefeldt (* 28. April 1618 in Rosenkranz (Schinkel); † 2. Januar 1665 auf Schloss Reinbek) war Herr auf Gut Seestermühe, Schinkel, Gut Steinhorst, Gut Tremsbüttel und Hochfürstlicher Gottorfischer Statthalter sowie Klosterpropst zu Uetersen.

## Leben
Friedrich von Ahlefeldt studierte in Jena und Köln und war ab 1641 gewählter Propst des Klosters Uetersen. Er trat 1657 von seinem Amt als Klosterprobst zurück, als er vom König zum Hochfürstlich Gottorfischen Statthalter ernannt wurde. Ab 1648 war er holstein-gottorfischer Landrat und Amtmann in Reinbek und Trittau. 1653 wurde er Mitglied des Regensburger Reichstags. Nach dem Ableben von Friedrich III. war er für die gottorfischer Seite an den Friedensverhandlungen mit Dänemark beteiligt. Durch seine Bildung, persönlichen Eigenschaften und seinen Reichtum nahm er eine führende Stellung unter seinen Standesgenossen ein. Er stand im Landratskollegium von Christian Albrecht an erster Stelle und kämpfte gegen dessen schwedenfreundliche Umgebung. 1661 führte er die Verhandlungen zwischen Holstein-Gottorf und Dänemark, bei denen sich, entgegen den Wünschen Schwedens, der Standpunkt der Stände durchsetzte und die Gemeinschaftliche Regierung wurde weiter beibehalten. Während der Auslandsreise Christian Albrechts im Jahr 1662 führte Friedrich von Ahlefeldt als Statthalter mit dem Diplomaten Johann Adolph Kielmann von Kielmannsegg (1612–1676) die Regierung, jedoch musste er nach der Rückkehr von Christian Albrechts immer mehr vor seinen Ämtern zurücktreten, weil dieser einen schwedenfreundlichen Kurs einhielt.
1665 verstarb er auf Schloss Reinbek und es wurde seiner in einer umfangreichen Leichenpredigt gedacht. Gräfin Sophie Eleonore zu Stolberg-Stolberg (1669–1745) nahm sie in ihre berühmte, 40.000 gedruckte Predigten dieser Gattung umfassende, Sammlung auf. Dieses mehrbändige Werk befindet sich heute in der Herzog August Bibliothek in Wolfenbüttel.